# 데이브 베시오
데이브 베시오(Dave Vescio, 1970년 6월 24일 ~ )는 미국의 배우이다.

## 영화
- 더 하트 오브 어 우먼 (2015년)
- 다이 파이팅 (2014년)
- 블러드 온 더 보더 (2013년) - 베니 역
- 에일리언 라이징 (2013년)
- 케이트 맥콜 (2013년) - 사인맨 역
- 딜루전스 오브 그랜저 (2012년)
- 에어 크래쉬 (2012년) - 엘리 역
- 커스텀 메리 (2011년)
- 런어웨이 걸 (2011년)
- 제피 워즈 히어 (2010년)
- 큐 포 데스 (2010년)
- 크러쉬 (2009년)
- 스파이시 맥 프로젝트 (2009년)
- 트루리 브레시드 (2009년)
- 위어드 테일즈 1: 데스 밸리스 에인션트 언더그라운드 (2007년)
- 앤드류 잭슨 (2007년)
- 매닉 (2005년)